# Легіон Кондор

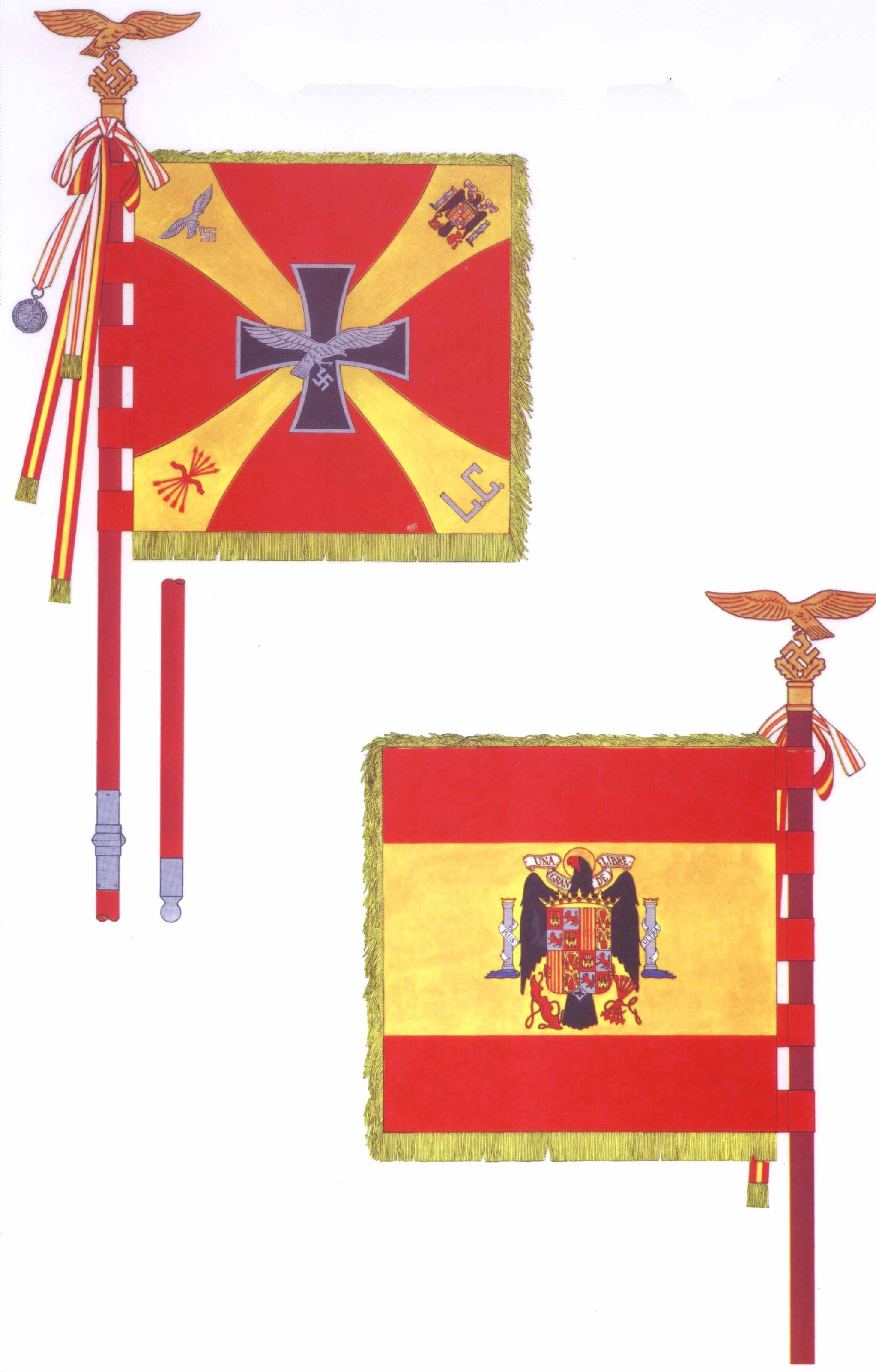
Штандарти легіону Кондор

Легіон Кондор (нім. Legion Condor) — з'єднання військової авіації націонал-соціалістичної Німеччини, підрозділ Люфтваффе (нім. Luftwaffe), який був відряджений для підтримки в іспанській громадянській війні націоналістів під проводом Франциско Франко. Легіон складався з чотирьох ескадриль бомбардувальників (12 бомбардувальників у кожному) і чотирьох ескадрилей винищувачів. Також до складу легіону входили загони протиповітряного та протитанкового захисту.

## Історія
Перші німецькі літаки почали іспанську кампанію ще на початку серпня 1936 р., коли вони допомагали перевозити солдатів Франко з північної Африки до Іспанії. Протягом наступних місяців німецька військова допомога швидко збільшувалася. На початку листопада 1936 р. ці загони були офіційно з'єднані в Легіон Кондора. Легіон мав в своєму складі 100 літаків і 5,000 льотчиків під командою Гуґо Шперле (1885-1953). Шляхом ротації бойового складу, загалом близько 20,000 німецьких льотчиків та інших спеціалістів служили в Іспанії. Окрім німецького та італійського загонів на боці Франко, добровольці з інших країн воювали на боці республіки. Адольф Гітлер виправдовував це втручання в іспанську громадянську війну, як боротьбу проти більшовизму.
Беручи участь у громадянській війні Німеччина скористалася нагодою щоб випробувати та вдосконалювати нову зброю і військову тактику. В Іспанії пройшли бойове хрещення, такі винищувачі, як Messerschmitt Bf 109, бомбардувальники Heinkel He 111 і пізніше пікіруючий бомбардувальник Junkers Ju 87. Ці літаки відігравали важливу роль протягом перших років Другої світової Війни. До легіону Кондора також входили танкові загони (нім. Panzerkampfwagen) та загони ВМС, які тренували військово-морські сили Франко. Під час іспанської кампанії німці також перевірили та вдосконалили свою 88-мм важку зенітну гармату, яку вони використовували для знищення танків, фортифікацій та літаків.
Легіон Кондора здобув сумну славу під час бомбардування міста Ґерніка 26 квітня 1937 року, яке викликало засудження більшості світової спільноти. Ця трагедія надихнула Пабло Пікассо на створення відомої картини «Ґерніка», яка драматично зображала страждання цивільного населення. Хоча це місто не було атаковане першим, самий масштаб руйнування (понад 250 чоловік убитих і близько 60 % зруйнованих будинків) був початком того, що очікувало багато міст Європи під час Другої світової Війни.
24 жовтня 2014 року помер останній живий службовець легіону — оберстлейтенант Гюнтер Шольц.